# هوادول (ماجين)
هوادول (بالفارسية: هوادول) هي قرية تقع في إيران في قسم ماجين الريفي. يقدر عدد سكانها بـ 25 نسمة بحسب إحصاء 2016.